# Rue Madame-de-Sévigné
Pour les articles homonymes, voir Rue Sévigné.
La rue Madame-de-Sévigné est une rue de Paris située dans les 3e et 4e arrondissements. La limite entre les deux arrondissements est matérialisée par la rue des Francs-Bourgeois.

## Situation et accès
Orientée approximativement nord-sud, longue de 386 mètres, elle commence au 2, rue de Rivoli et au 100, rue Saint-Antoine et se termine au 3, rue du Parc-Royal. Elle est à sens unique, dans le sens sud-nord, au départ de la rue de Rivoli.
Les stations de métro les plus proches sont Saint-Paul, où circulent les trains de la ligne 1 et Chemin Vert, desservie par la ligne 8.

## Origine du nom

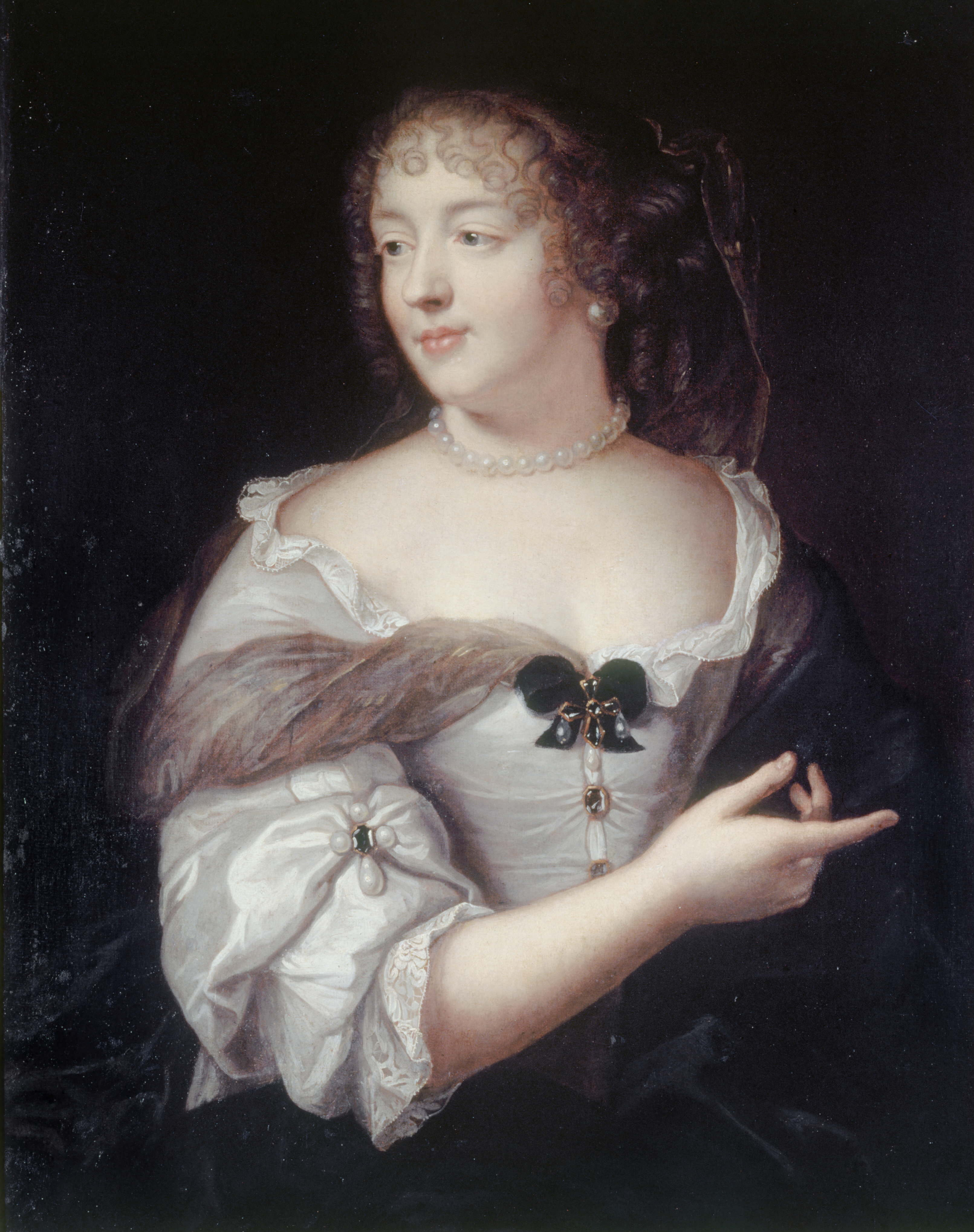
La marquise de Sévigné vers 1665.

Son nom vient de Marie de Rabutin-Chantal, marquise de Sévigné (1626-1696), qui habita l'hôtel Carnavalet de 1677 jusqu'à sa mort. Cet hôtel est depuis devenu le musée historique de la ville de Paris.

## Historique

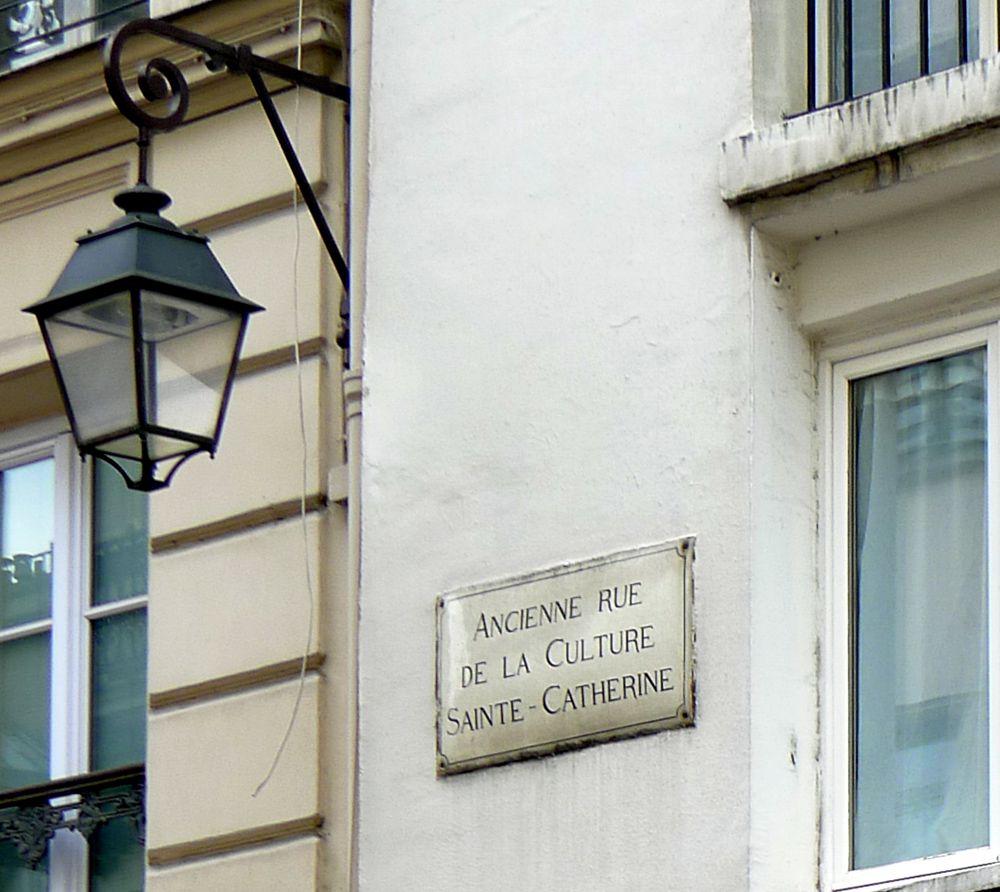
Plaque de rue indiquant l’ancien nom de la rue.

La rue est un regroupement sous un seul nom de deux anciennes rues :
- la « rue de la Culture Sainte-Catherine » ou « rue de la Couture Sainte-Catherine »,
- la « rue du Val », ancien nom supposé de la partie comprise entre la rue des Francs-Bourgeois et la rue du Parc-Royal.

La rue est ouverte en 1545 dans le prolongement d'une impasse située sur le chemin de ronde de l'enceinte de Philippe Auguste qui desservait l'église Sainte-Catherine.
Cette création fait partie des rues ouvertes au cours du lotissement en 1545 de la Couture ou Culture Sainte-Catherine, urbanisation du territoire agricole qui faisait partie du domaine du prieuré prieuré de chanoines réguliers de l'ordre du Val-des-Écoliers, établi vers 1230.
Elle est citée sous le nom de « Rue Sainte-Catherine », dans un manuscrit de 1636.
La place du Marché-Sainte-Catherine à proximité garde le souvenir du couvent Sainte-Catherine-du-Val-des-Écoliers, démoli de 1773 à 1777.
Par délibération du Conseil de Paris du 15 décembre 2023, la rue de Sévigné devient rue Madame de Sévigné.

## Bâtiments remarquables et lieux de mémoire
- Le 13 juin 1392, le connétable Olivier de Clisson est agressé par Pierre de Craon à l'entrée de la rue Culture-Sainte-Catherine. Grièvement blessé, il survit. À l'angle de la rue et de celle de Saint-Antoine se trouve une statue de sainte Catherine.

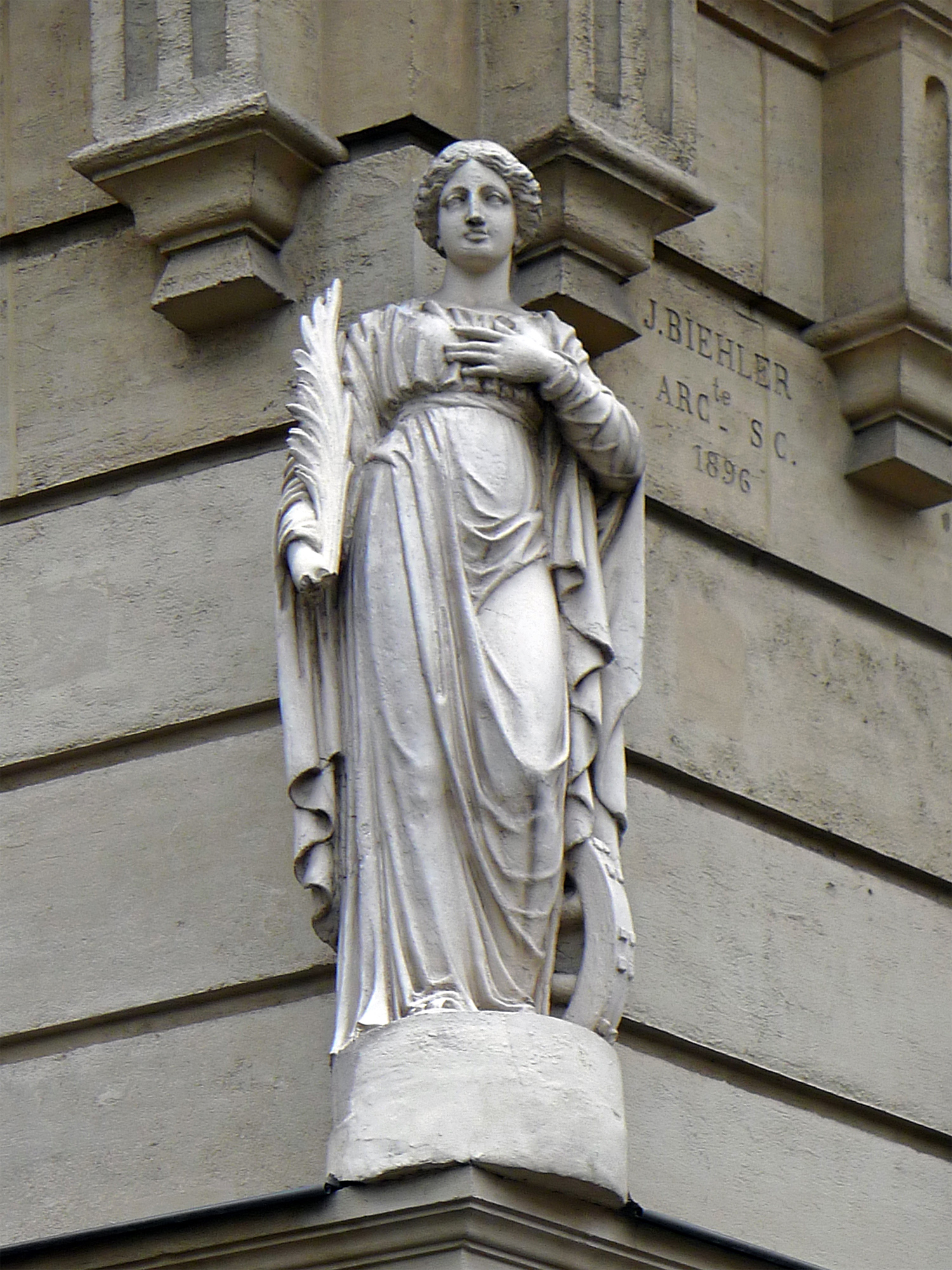
Statue de sainte Catherine à l'angle des rues de Sévigné et Saint-Antoine.

- Nos 1 à 7 : l’enceinte de Philippe Auguste suit la façade intérieure des maisons[4].
- No 5 : ancienne clinique du docteur Raspail entre 1840 et 1848[5].

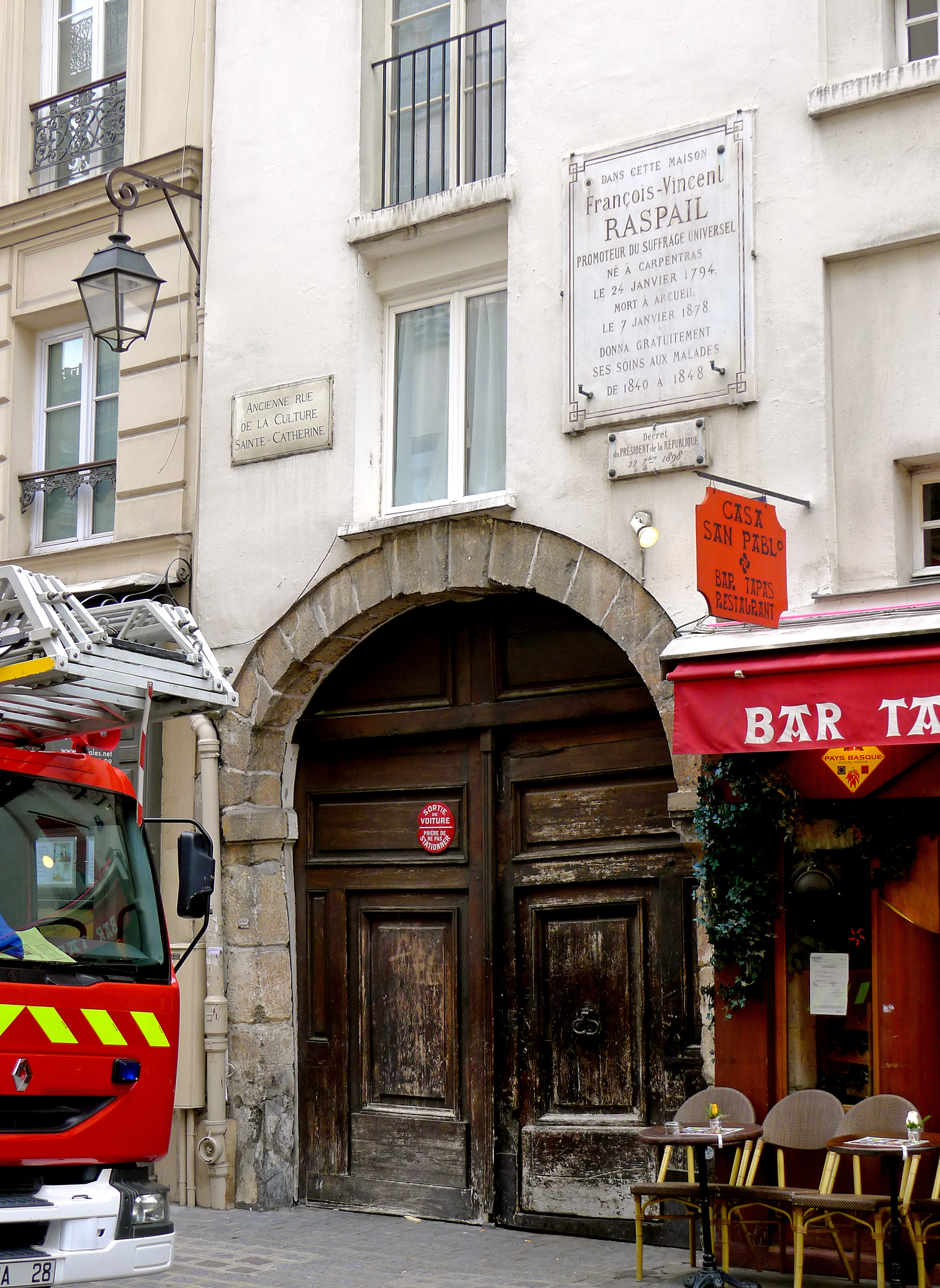
Le no 5.

- No 7 : hôtel de Chavigny, ancien hôtel d'Évreux (qui occupait également le no 9) puis hôtel Poulletier ; ce bâtiment est inscrit aux monuments historiques. Dans les caves du no 7, vestiges d'une tour de l'enceinte de Philippe Auguste[5] ; aujourd'hui caserne de pompiers.
  - Sur le trottoir subsiste un ancien avertisseur d’incendie. Ce modèle a été fabriqué en 1947. Après avoir brisé la vitre, un avertisseur téléphonique, relié à la caserne la plus proche, se déclenche. Un message annonce : « Dès que le carillon d’alarme s’arrête, crier distinctement dans l’embouchure du téléphone, la nature du sinistre, la rue et le numéro. Répéter ces indications jusqu’à ce qu’un ronflement se fasse entendre, ce qui indique que les sapeurs-pompiers sont en partance »[6].

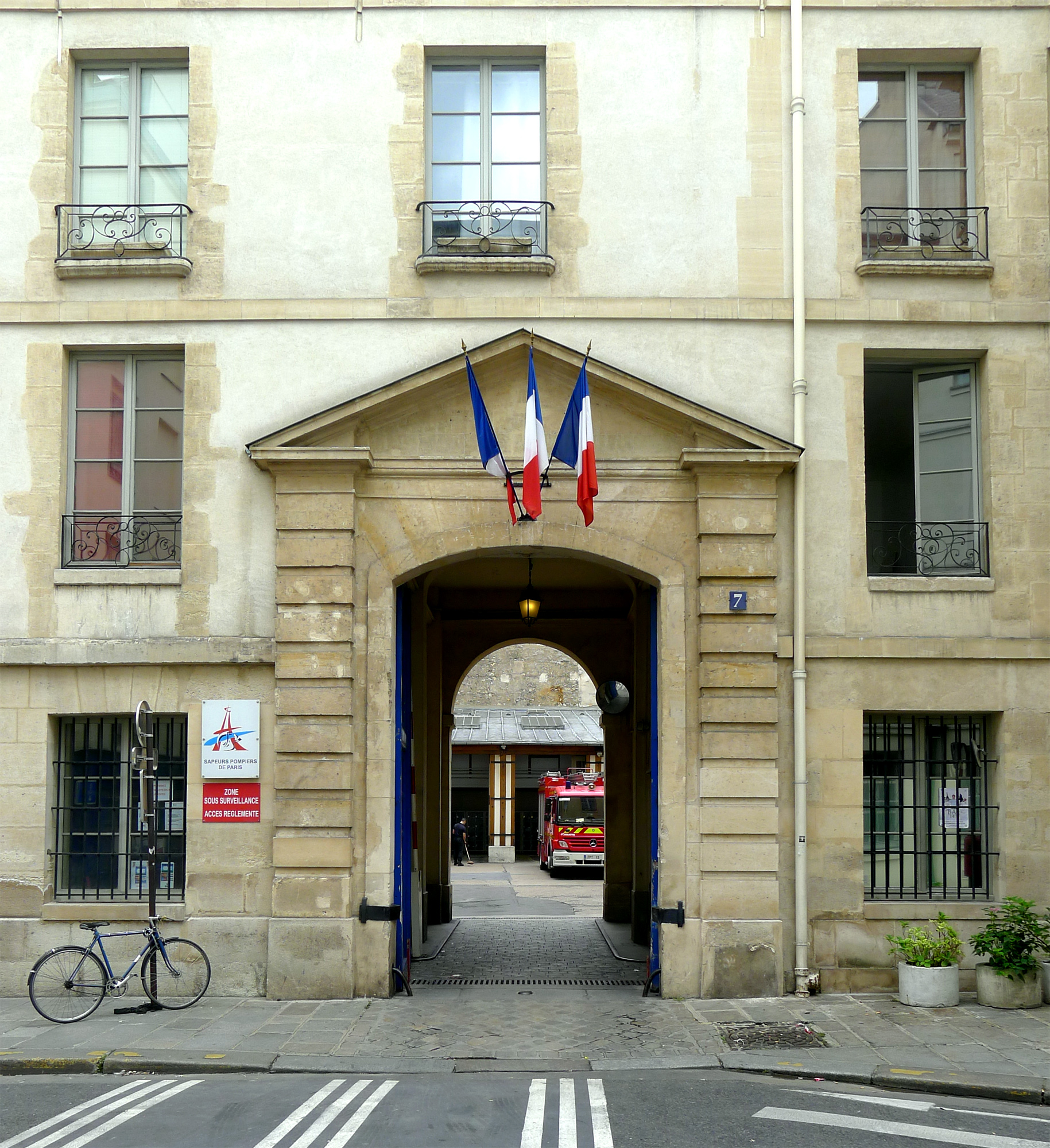
No 7.
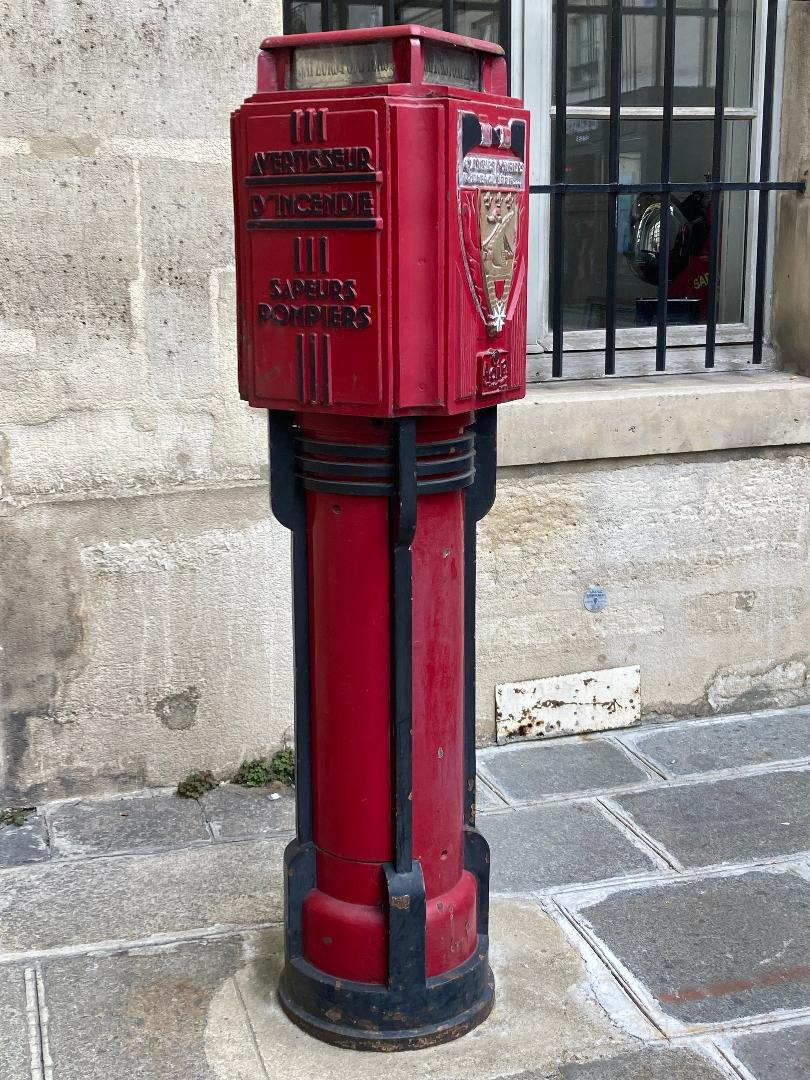
No 7 : ancien avertisseur d'incendie.

- No 11 : emplacement du théâtre du Marais, dans lequel Beaumarchais fit jouer ses pièces. Il ferme en 1807. Les locaux sont affectés au pompes funèbres jusqu’en 1816. Les bâtiments sont partiellement rasés et transformés en établissement de bains. Seule la façade, encore visible, est conservée[7].
- No 13 : sur l’emplacement de la grange du couvent Sainte-Catherine-du-Val-des-Écoliers a été bâti l’hôtel Poulletier, acquis par Léon Bouthillier de Chavigny en même temps que son hôtel du no 7. À droite, dans la cour, subsiste l’ancienne orangerie de l’hôtel de Chavigny[7]. Plusieurs éléments inscrits aux monuments historiques. Notamment, au fond de la cour, cette étrange datcha en bois bâtie au début du XXe siècle, et qui appartient à une société créatrice d'événements artistiques.

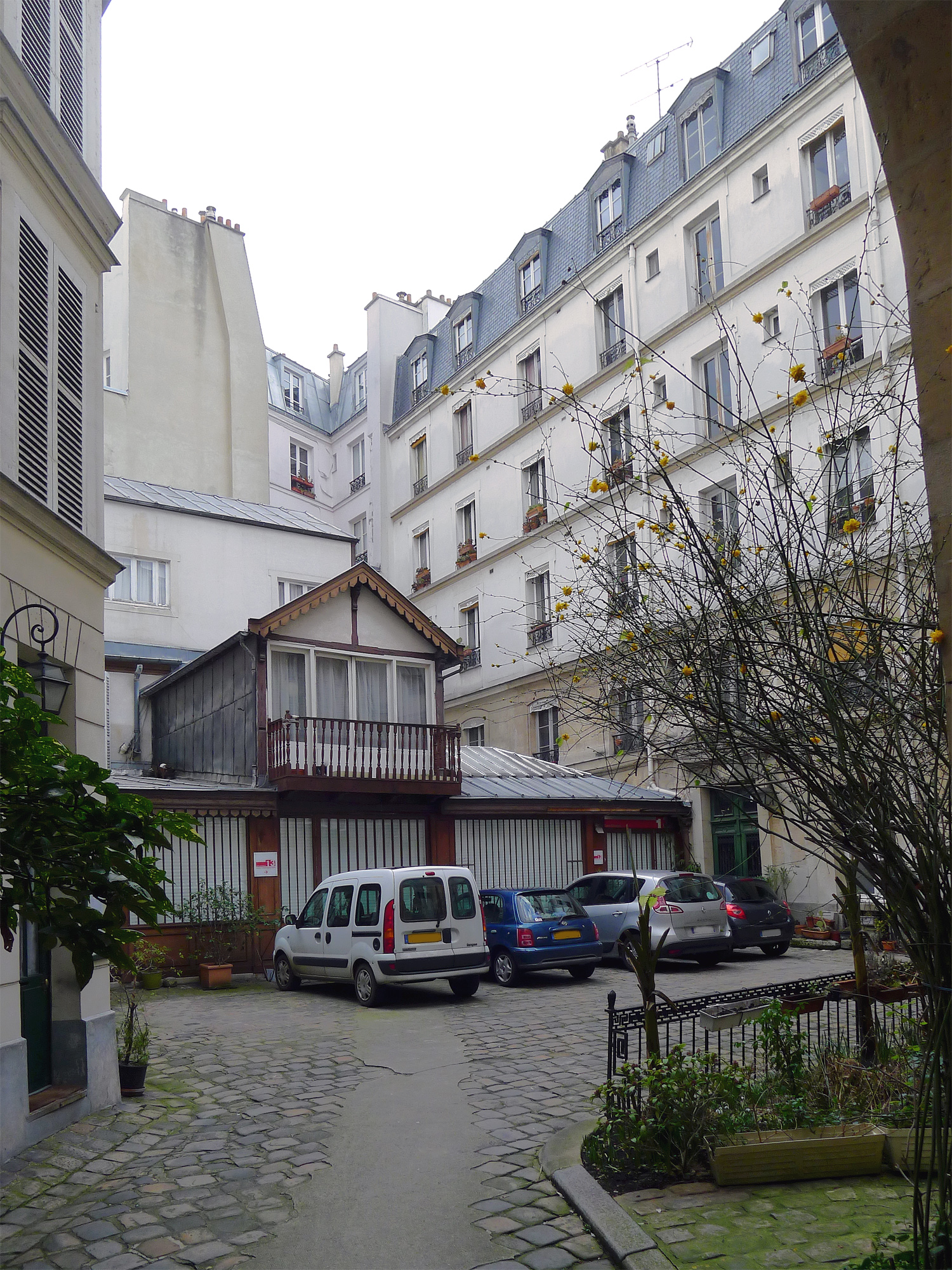
Cour du no 13.

- No 21 : boutique classée.

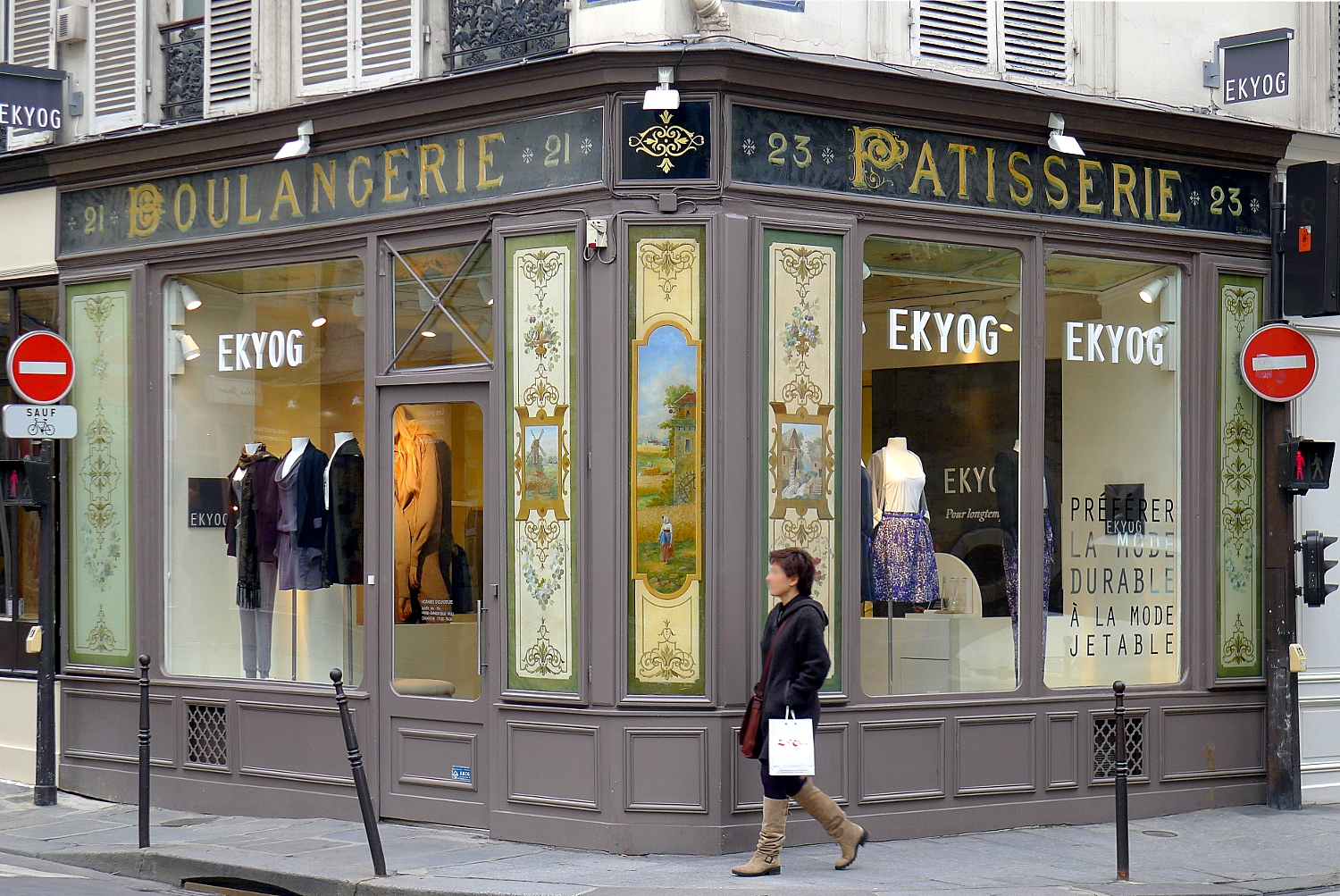
No 21 : façade de boutique classée à l'angle de la rue des Francs-Bourgeois.

- No 23 : musée Carnavalet.

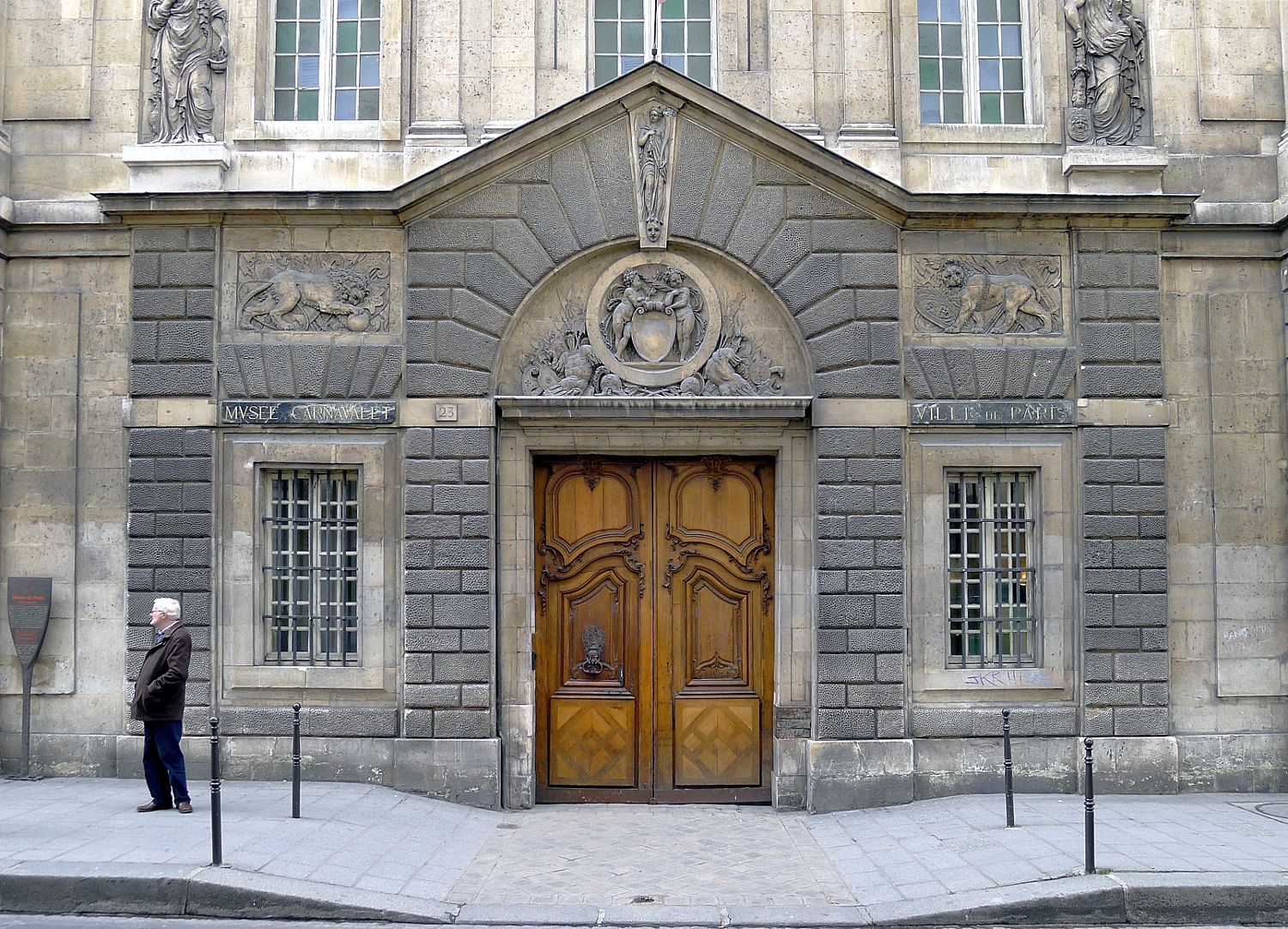
No 23 : entrée de l’hôtel Carnavalet.

- No 26 : le peintre André Masson vécut à cette adresse de 1964 à sa mort en 1987[8].
- No 27 : lycée Victor-Hugo, édifié par l’architecte Anatole de Baudot en 1893[9].
- Au no 29 se trouvait l'institution Jauffret[10].
- No 30 : maison ancienne. André Pieyre de Mandiargues vécut à cette adresse de 1967 à sa mort en 1991[8].

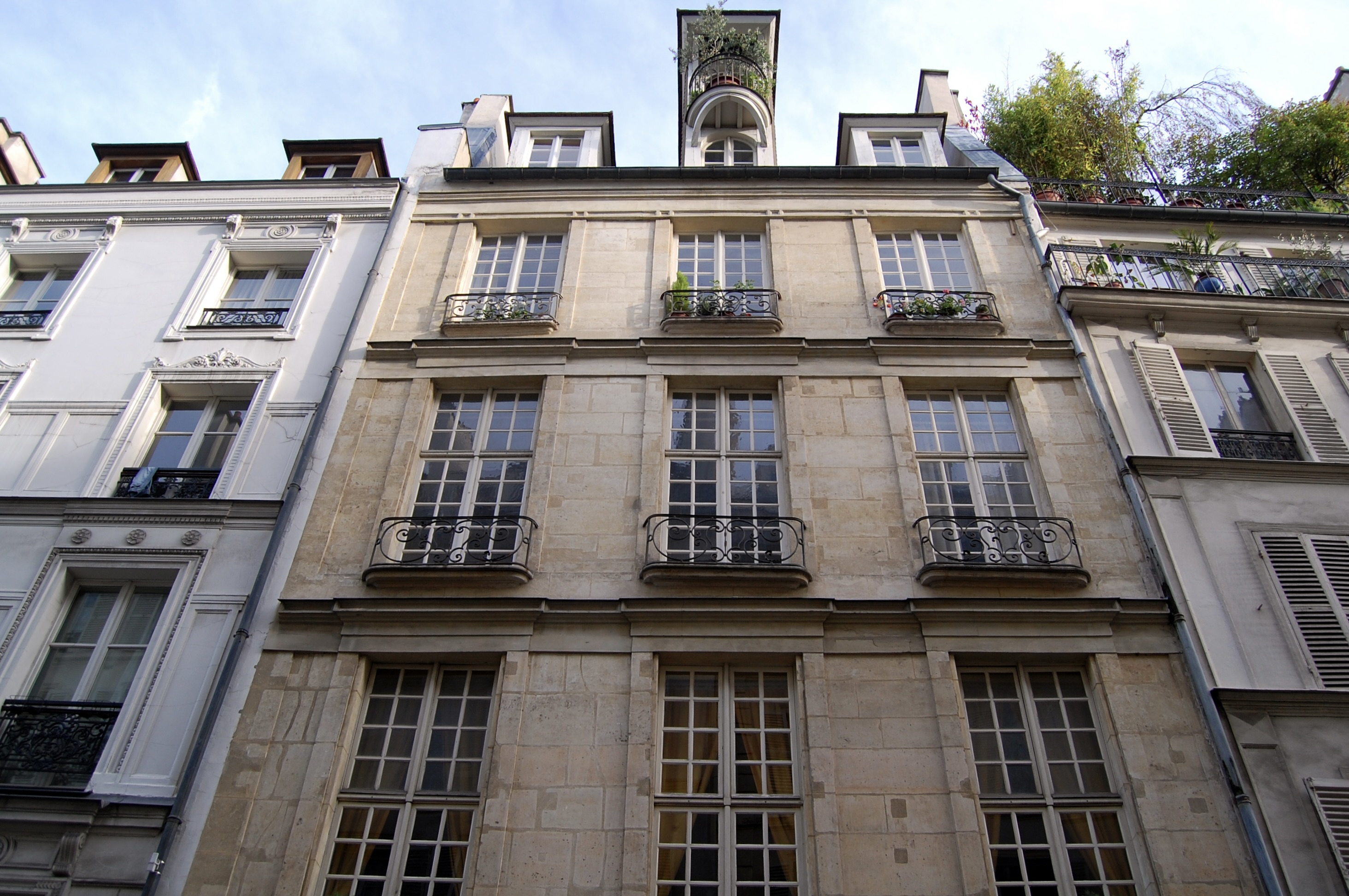
No 30 : maison ancienne.
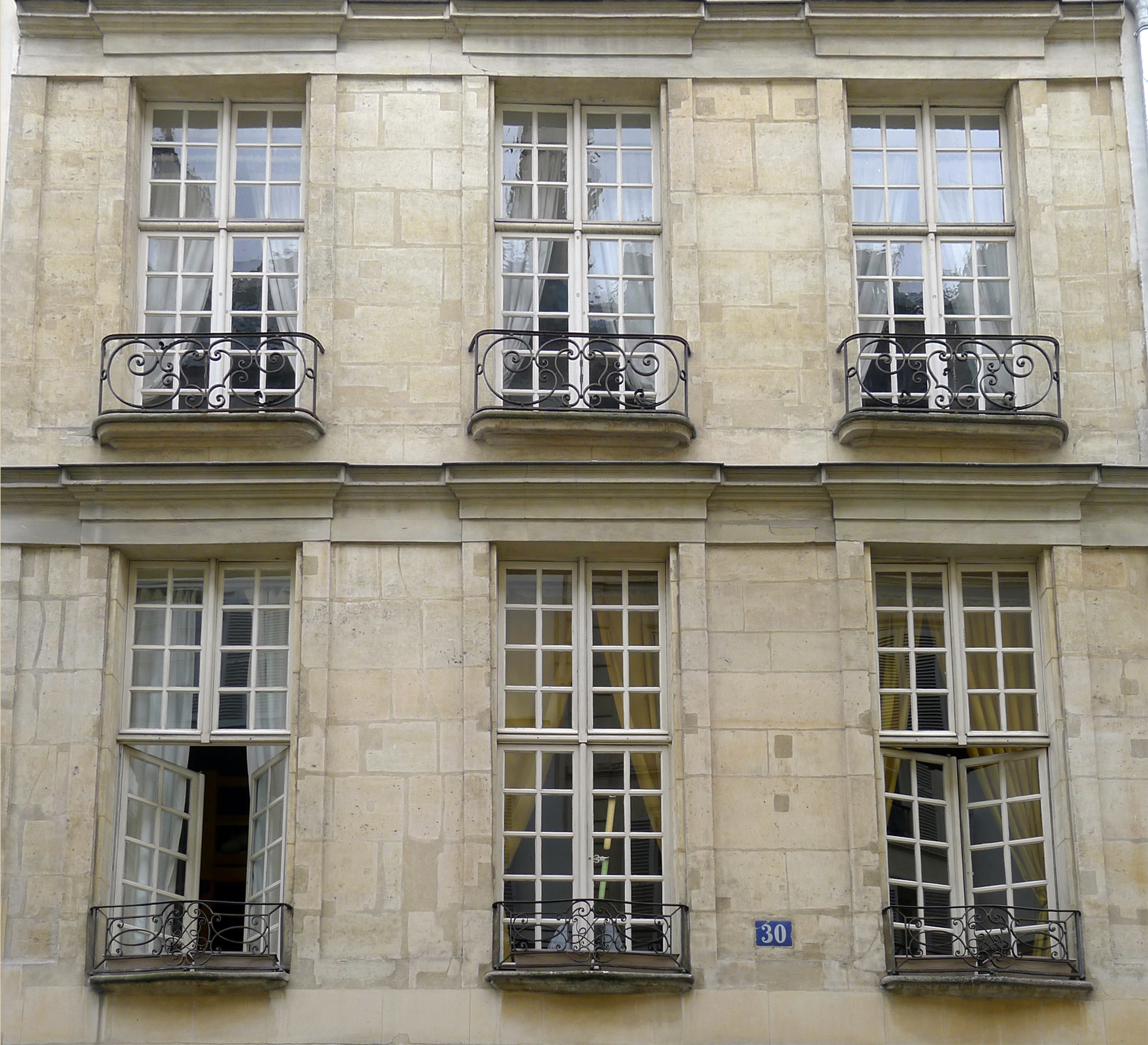
No 30 : détail de la façade.

- No 38 : le poète André Chénier a habité cette maison de 1774 à 1787[8]. Il évoque sa chambre dans La République des Lettres (I)[11].

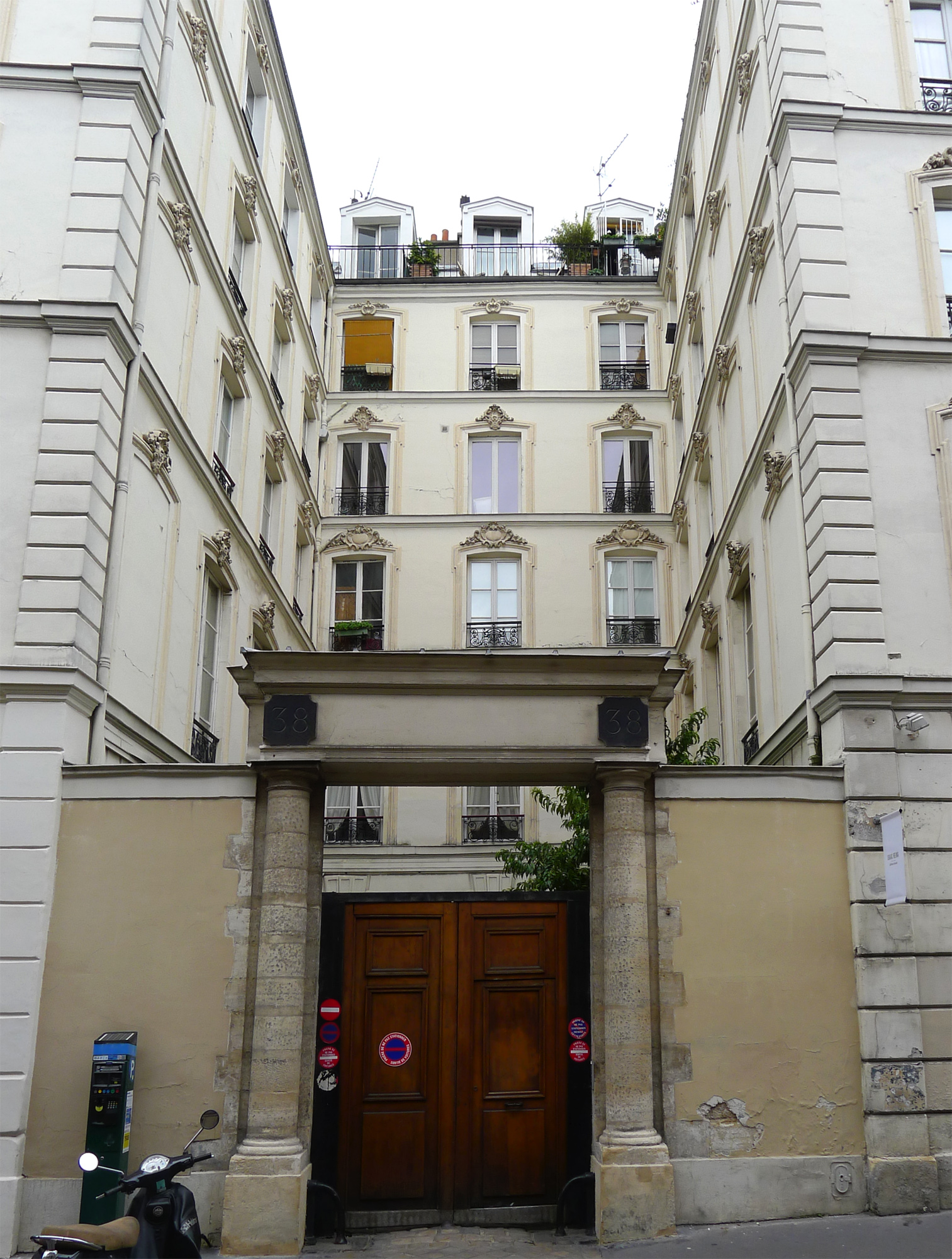
Le no 38.

- Nos 46-48 : ancien hôtel de Neaulieu, atelier des beaux-arts de la ville de Paris, annexe Sévigné, sa fontaine de la Charité.

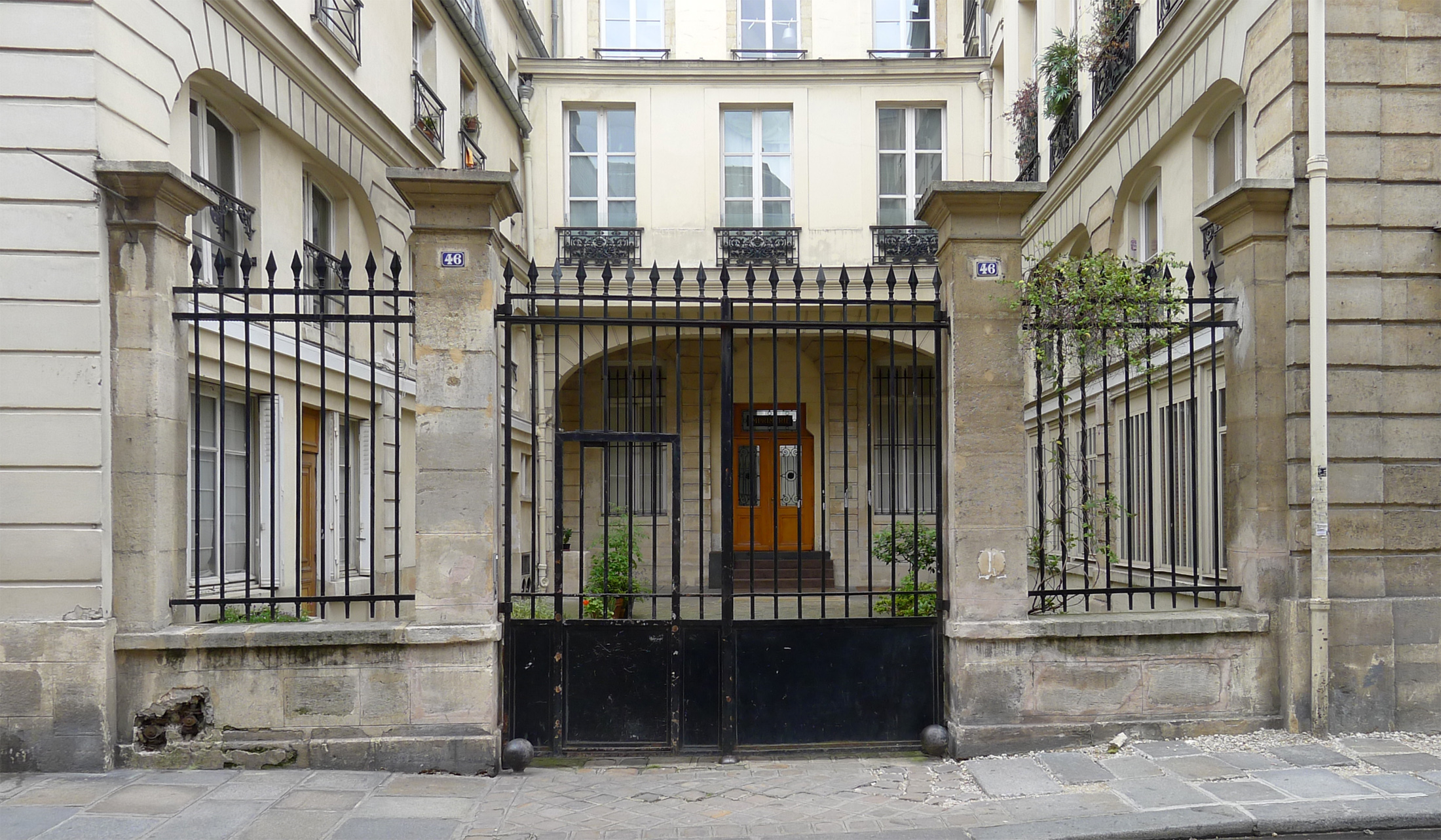
Entrée du no 46.
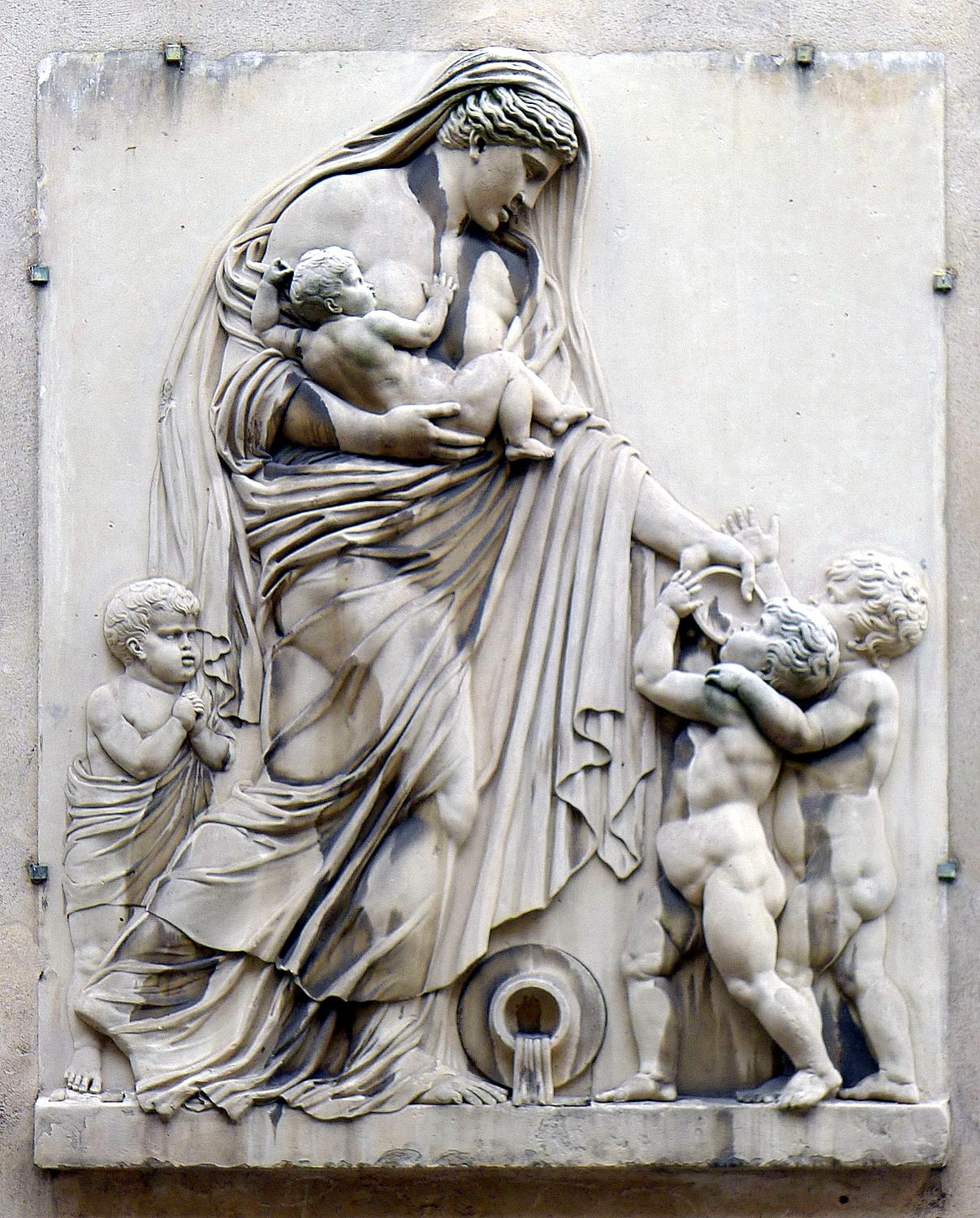
Nos 46-48 : La Charité, de Fortin (ISMH), reste d'une ancienne fontaine détruite.

- No 52 : emplacement de l'hôtel de Flesselles, où résidait Jacques de Flesselles le dernier des prévôts des marchands de Paris. Le portail de l'ancien hôtel détruit en 1908 a été reconstitué à l'entrée de l'immeuble construit en 1968.

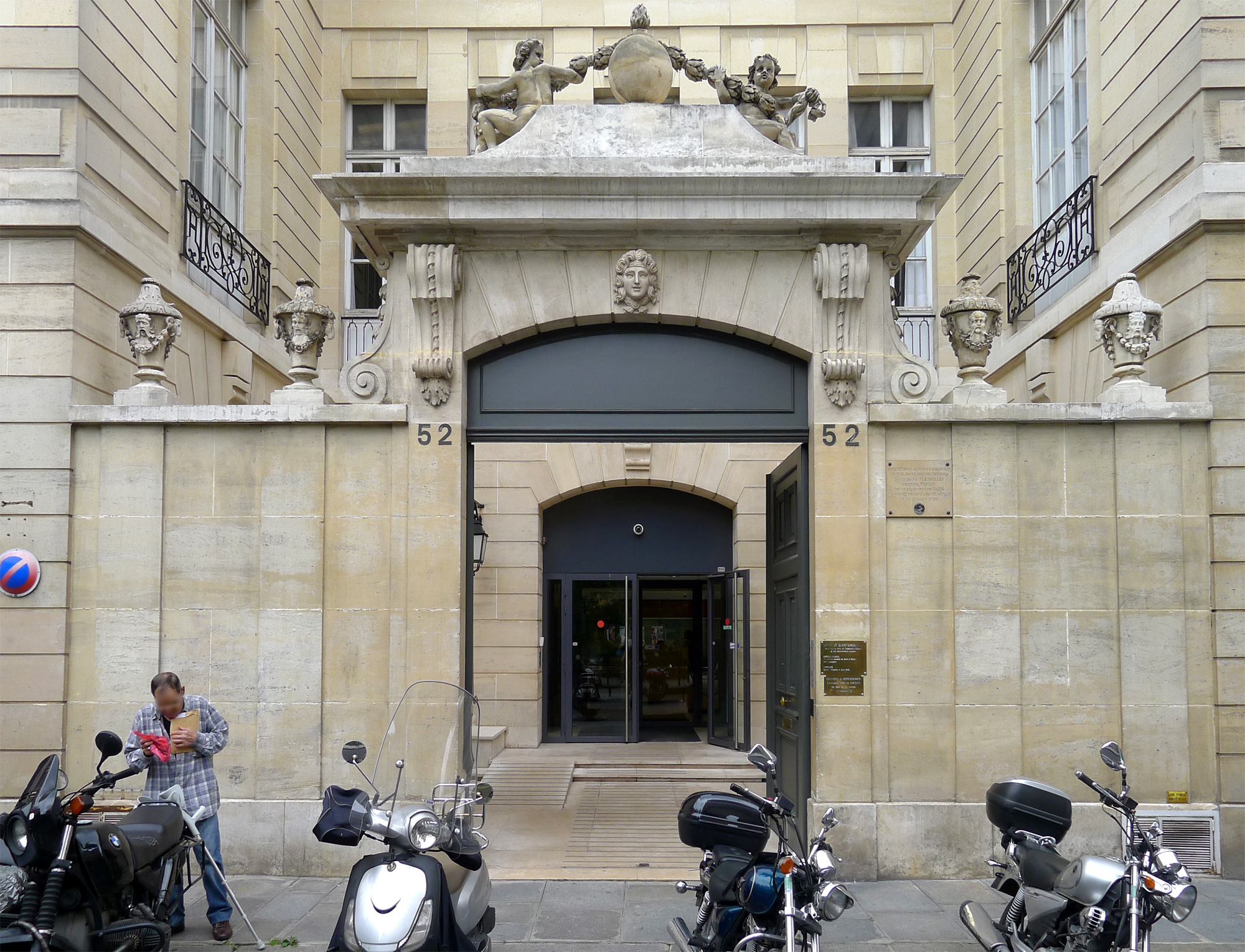
Entrée du no 52.
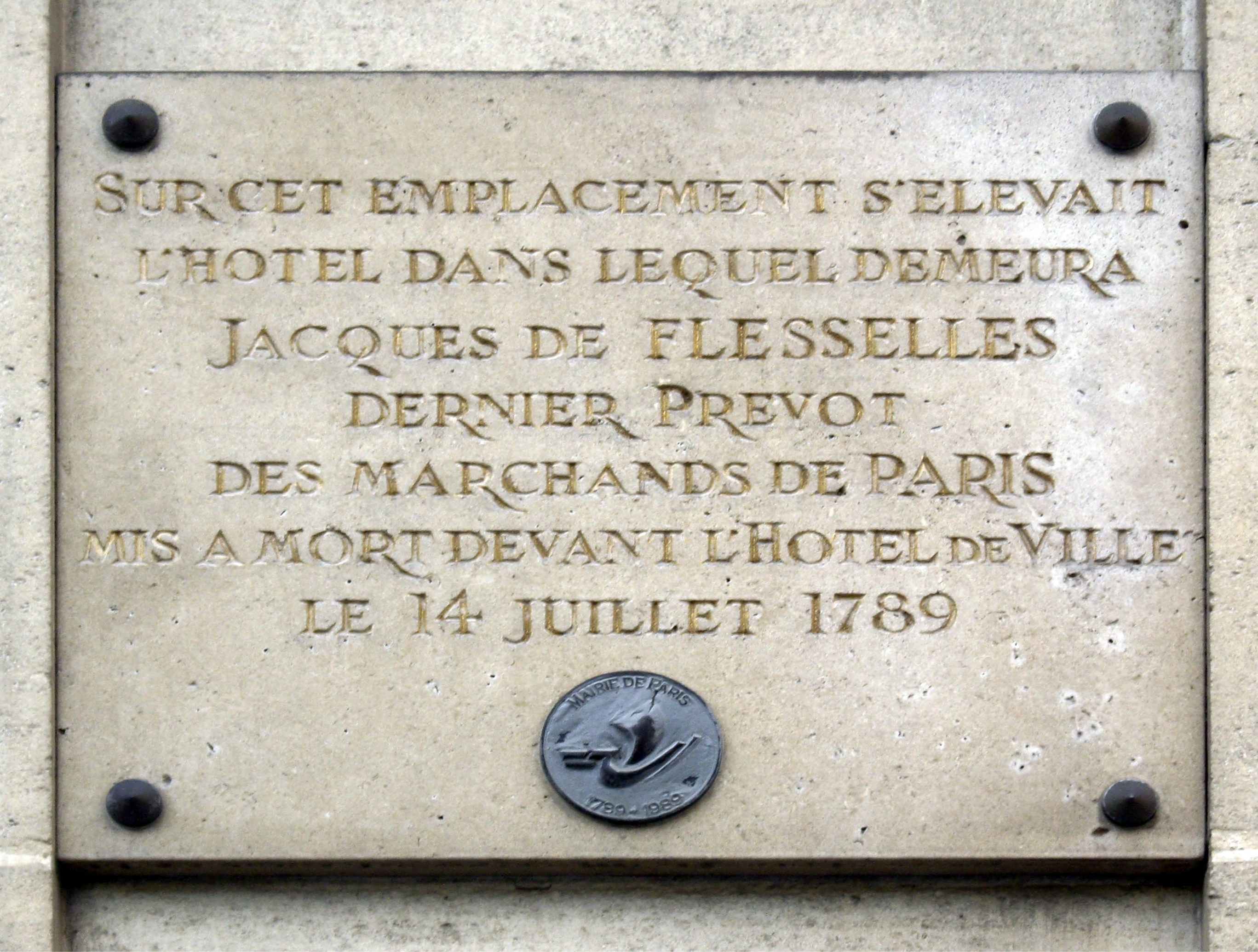
Plaque commémorative au no 52, posée pour le bicentenaire de la Révolution, marquant l'emplacement de l'hôtel de Flesselles.

## Pour approfondir